# José María Chávez Alonso
Pour les articles homonymes, voir Chávez et Alonso.
José María Chávez Alonso, né le 26 février 1812 à Encarnación de Díaz, Jalisco et décédé le 5 avril 1864 à Hacienda de Mal Paso, Zacatecas, est un homme politique mexicain. Il est le gouverneur de l'État mexicain d'Aguascalientes entre 1er février 1859 et 1er septembre 1859,.

## Biographie
En 1818, il est transféré avec sa famille à la ville d'Aguascalientes où il entame ses études primaires et apprend la charge de charpentier. Il est partisan des libéraux et il dirige plusieurs journaux et magazines locaux.
Député au congrès local, il promulgue la constitution d'état de 1857. Les conservateurs occupent l'état en 1858 pendant la Guerre de Réforme et sont remplacés par les libéraux en 1859 ; il est alors nommé gouverneur temporaire. Il occupe le poste de gouverneur constitutionnel le 20 octobre 1862. Lors de l'Expédition du Mexique, le 20 décembre 1863, la ville d'Aguascalientes est occupée par l'armée française et leurs alliés mexicains monarchiques. José María Chávez résiste à l'invasion et il visite plusieurs villes de frontière avec Zacatecas. Cependant il est défait et capturé par les Français dans la ville de Jerez. Il est conduit devant le Conseil de guerre formé pour le juger et est condamné à mort. Malgré les demandes populaires pour le libérer, il est exécuté le 5 avril. Ses restes sont transférés à Aguascalientes en octobre 1865 et elles sont déposées sur la place centrale de la ville.